# Luciana Novaro
Luciana Novaro (Genova, 3 marzo 1923 – Milano, 26 maggio 2021) è stata una ballerina, coreografa e regista teatrale italiana.

## Biografia
Allieva della scuola di danza del teatro alla Scala di Milano, ne fu prima ballerina dal 1941 al 1956.  Eccelse nella donna indemoniata del Boléro (Ravel), interpretato nel 1947 con la coreografia di Aurel Milloss alla Scala e nel Giardino di Boboli di Firenze. Sempre nello stesso anno fu la mugnaia ne Il cappello a tre punte (balletto) a Firenze ed alla Scala dove nel 1948 fu l'Eletta La sagra della primavera diretta da Nino Sanzogno, nel 1949 è Candelas in El amor brujo (balletto) diretta da Issay Dobrowen, nel 1952 la gitana in Capriccio spagnolo con Léonide Massine e nel 1954 mariée in Les noces diretta da Carlo Maria Giulini con Magda László e Cloe Elmo.
Al Festival lirico areniano debuttò nel 1947 diventando prima ballerina nel 1953 in Aida diretta da Tullio Serafin.
Coreografa al teatro municipale di San Paolo dal 1951, nel 1955 assunse il medesimo incarico in Arena di Verona con Carmen (opera) diretta da Antonino Votto (rimanendo in cartellone fino al 1975) e nel 1956 alla Scala debuttando nel 1955 con La traviata per la regia di Luchino Visconti diretta da Giulini. 
Alla Scala nel 1956 fu la coreografa di Sebastian di Gian Carlo Menotti diretta da Luciano Rosada con Carla Fracci, e nel 1962 di La giara di Alfredo Casella.
Sempre nel 1956 curò regia e coreografia di Mavra diretta da Ettore Gracis al Teatro La Fenice di Venezia e nel 1959 la coreografia di Dido and Aeneas per la regia di Riccardo Bacchelli al Teatro della Pergola di Firenze.
Al Wiener Staatsoper debuttò come coreografa nel 1957 con La traviata diretta da Herbert von Karajan che andrà in scena fino al 1968 in 99 recite tornando nel 1974 con La forza del destino diretta da Riccardo Muti per la regia di Luigi Squarzina che rimase in scena fino al 1982 in 33 recite.
A Venezia nel 1961 curò regia e coreografia di Aida diretta da Francesco Molinari Pradelli con Adriana Lazzarini, Carlo Bergonzi e Giangiacomo Guelfi e di Orfeo ed Euridice (Gluck) con Franco Caracciolo (direttore d'orchestra) e Giulietta Simionato e nel 1963 di L'elisir d'amore diretta da Nicola Rescigno con Angelo Nosotti e La traviata con Rosanna Carteri e Mario Sereni.
Diresse il Corpo di Ballo della Scala dal 1962 al 1964 e dell'Arena di Verona dal 1968 al 1972.
Nel 1966 fu regista di La bohème diretta da Nello Santi con Marcella Pobbe, Gianni Raimondi ed Agostino Ferrin (portata anche al Gran teatro all'aperto di Torre del Lago Puccini) e coreografa di Adriana Lecouvreur (opera) con Magda Olivero al Teatro Comunale di Firenze.
Nel 1967 a Venezia curò la regia di Carmen con Mario Rossi (direttore d'orchestra), Maria Chiara e Gastone Limarilli e di Ernani con Rita Orlandi Malaspina, Mario Del Monaco e Raffaele Arié.
Nel 1969 a Venezia fu regista di Francesca da Rimini (Zandonai) con Celestina Casapietra, Sergio Tedesco ed Aldo Protti e nel 1972 curò la regia e coreografia di Il trovatore diretto da Oliviero De Fabritiis con Franca Mattiucci e Flaviano Labò al Teatro Nuovo di Torino.
È morta a Milano il 26 maggio 2021, all'età di 98 anni, proprio il giorno prima della sua allieva più celebre: Carla Fracci. Era vedova del giornalista Nino Nutrizio, col quale ebbe una figlia, Cristina.

## Video
- 1958 - Giacomo Puccini Turandot, regia di Mario Lanfranchi (Hardy/RAI)
- 1973 - Charles Gounod Faust (Hardy)